# Plessis-Saint-Benoist
Plessis-Saint-Benoist is een gemeente in het Franse departement Essonne (regio Île-de-France) en telt 273 inwoners (1999). De plaats maakt deel uit van het arrondissement Étampes.

## Geografie
De oppervlakte van Plessis-Saint-Benoist bedraagt 9,3 km², de bevolkingsdichtheid is 29,4 inwoners per km².
De onderstaande kaart toont de ligging van Plessis-Saint-Benoist met de belangrijkste infrastructuur en aangrenzende gemeenten.

## Demografie
Onderstaande figuur toont het verloop van het inwonertal (bron: INSEE-tellingen).